# 깨비키즈
깨비키즈는 유아을 위한 전문 교육사이트이다.

## 웹사이트
- 깨비키즈 홈페이지
- 깨비키즈의 채널 - 유튜브